# Kitagawa Shuto
Shuto Kitagawa (sinh ngày 1 tháng 6 năm 1995) là một cầu thủ bóng đá người Nhật Bản.

## Sự nghiệp câu lạc bộ
Shuto Kitagawa đã từng chơi cho Montedio Yamagata.